# Трансмісія з подвійним зчепленням

Кінематична схема трансмісії з подвійним зчепленням:
M: Двигун
A: Первинна передача
B: Подвійне зчеплення
C: Вал
D: Вторинний вал парних передач
E: Вторинний вал непарних передач
F: Передавання крутного моменту

Трансмі́сія з подві́йним зче́пленням (англ. dual-clutch transmisstion, DCT) — автомобільна трансмісія у якій муфта зчеплення складається з двох фрикційних муфт, які працюють почергово при перемиканні передач. Така конструкція найчастіше використовується для оснащення роботизованих коробок передач, що забезпечує парні і непарні передачі фактично окремими муфтами зчеплення. Тому часто, коли мова йде про подвійне зчеплення використовують поняття «коробка передач з подвійним зчепленням» або «трансмісія з подвійним зчепленням» (англ. dual-clutch transmission, DCT), оскільки муфта подвійного зчеплення тісно пов'язана з особливою конфігурацією коробки перемикання передач. Така конструкція створює можливість попереднього вибору чергової передачі чим скорочує час на перемикання передач, яке відбувається практично без розриву потоку потужності від двигуна на колеса автомобіля. Тому іншою назвою роботизованої коробки передач з подвійним зчепленням ще є — преселективна коробка передач (від англ. preselect — попередньо обрати).

## Історична довідка

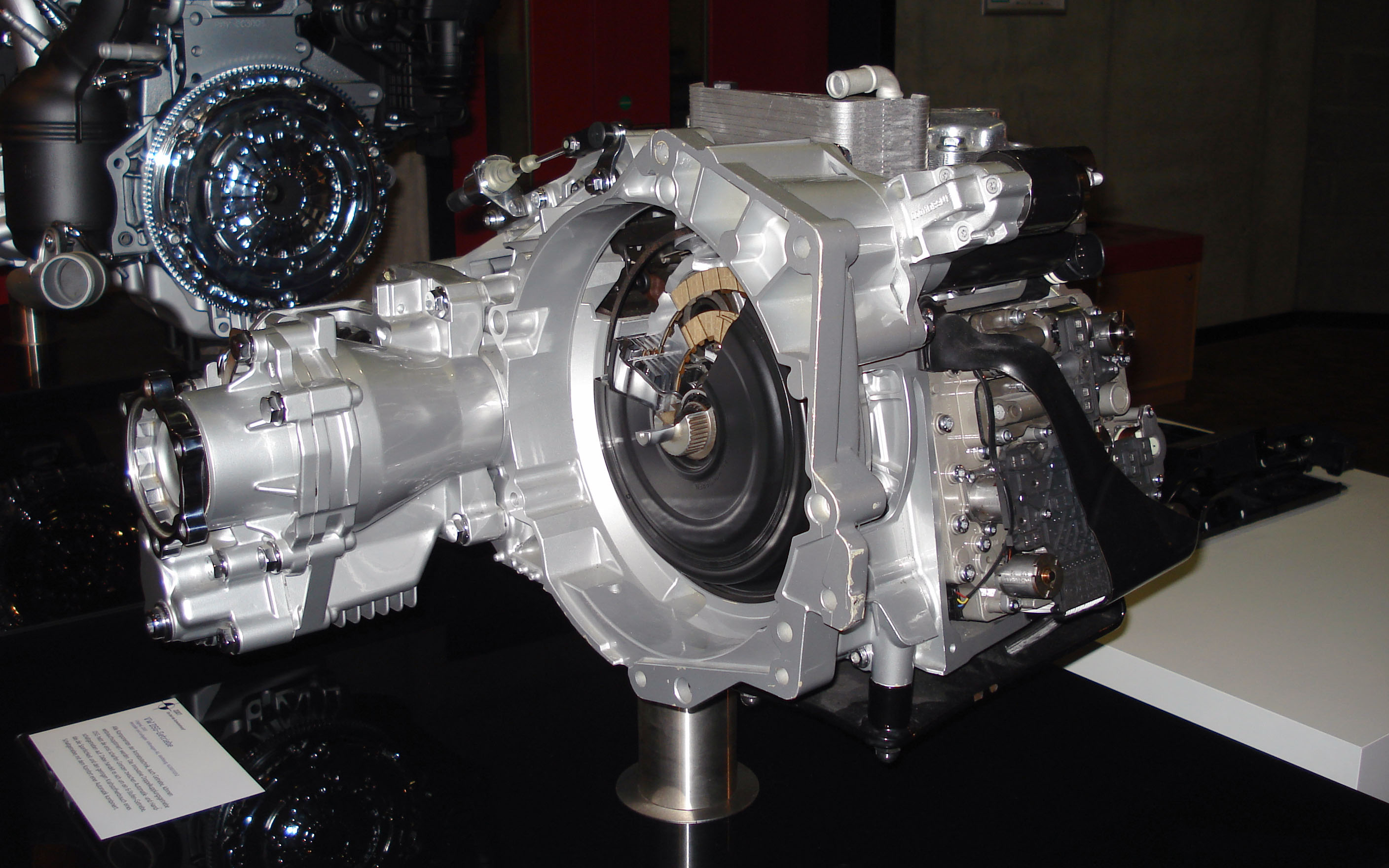
Детальний (з місцевим вирізом) вигляд преселективної (з подвійним зчепленням) коробки передач Volkswagen DSG-6

Ідея створення трансмісії, що має два зчеплення, належить французькому інженеру-механіку і винахіднику Адольфу Кегрессу. У другій половині 1930-х він висунув ідею та спроектував автоматичну коробку перемикання передач з подвійним зчепленням, яку сподівався встановити на легендарний Citroën Traction. Але складне фінансове становище компанії на той час не дозволило планам здійснитися.
Реальне застосування подвійного зчеплення у конструкції коробок передач розпочалось з 1980 року завдяки розробкам компаній Porsche та Audi для своїх спортивних автомобілів. У 1986 році Porsche 962, оснащений саме цією коробкою, переміг у 1000-кілометровій гонці на автодромі у Монці. У подальшому подвійне зчеплення стало використовуватись у таких конструкціях коробок перемикання передач серійних автомобілів:
- DSG (нім. Direkt Schalt Getrieb) від Volkswagen[2];
- M DCT (англ. M double-clutch transmission) від BMW[3];
- «Powershift» від Ford[4];
- «Speedshift» від Mercedes-Benz;
- DDCT (англ. Dual Dry Cutch Trasmission) від Fiat Powertrain Technologies[en];
- EDC (англ. Efficient Dual Clutch) від Renault;
- DCS (англ. Dual Clutch System) від Groupe PSA;
- DCT (англ. Dual-Clutch Transmission) від Kia Motors;
- «S-tronic» від Audi;
- «Twin Clutch SST» від Mitsubishi;
- 7DT від Porsche.

Через високу технічну складність конструкції виробників подвійного зчеплення є небагато і серед них такі компанії як:
- BorgWarner («мокре» зчеплення для Volkswagen);
- Getrag з 2018 Magna PT (коробки передач з як із «сухим», так і «мокрим» подвійним зчепленням для BMW, Chrysler, Dodge, Ferrari, Ford, Mercedes-Benz, Mitsubishi, Renault, Volvo);
- Schaeffler Group[en] під брендом «LuK» («сухе» зчеплення для Volkswagen);
- Ricardo plc[en] (коробка передач для Bugatti Veyron);
- ZF Friedrichshafen AG (коробка передач для Porsche);
- Fiat Powertrain Technologies[en] (коробки передач для Alfa Romeo, Fiat, Jeep, Suzuki).

Низка автомобільних компаній у конструкції трансмісій можуть використовувати компоненти від різних виробників, наприклад, в M DCT (BMW) використовується коробка передач від «Getrag», а подвійне зчеплення від «BorgWarner».

## Різновиди конструкцій
Розрізняють два основні типи конструкцій подвійного зчеплення: «сухе» (фрикційні диски у повітрі) і «мокре» (багатодискове зчеплення знаходиться зануреним в оливі).

### «Мокре» подвійне зчеплення
Конструктивно подвійне зчеплення мокрого типу об'єднує два пакети фрикційних дисків, поміщених у корпус. Частина дисків обох пакетів жорстко пов'язана з корпусом зчеплення. Корпус, у свою чергу, через маточини з'єднаний з двигуном. Інша частина дисків закріплена на своїх маточинах, які посаджені на первинні вали відповідних рядів передач.
Нормальне положення зчеплення — розімкнене. Замикання зчеплення (стискання пакетів дисків) здійснюється за допомогою гідроциліндрів під керуванням електрогідравлічного модуля. У вихідне положення диски повертаються за допомогою пружин.
Залежно від конструкції зчеплення пакети фрикційних дисків можуть мати концентричне (муфти розташовані в одній площині, перпендикулярно до первинного вала) або паралельне розташування (муфти розташовуються одна за одною паралельно).
Концентричне розташування муфт є компактнішим, тому застосовується в трансмісіях передньоприводних автомобілів (при поперечному розташуванні двигуна). При концентричному розташуванні зовнішня муфта обслуговує непарні передачі, внутрішня — парні передачі. В силу своєї конструкції (велика площа дисків) зовнішня муфта розрахована на передачу більшого крутного моменту. Подвійне зчеплення з паралельним розташуванням дисків застосовується, в основному, на задньоприводних автомобілях.

### «Сухе» подвійне зчеплення
Подвійне зчеплення сухого типу включає ведучий диск, з'єднаний з двомасовим маховиком, два сухих диски зчеплення, розташованих на первинних валах коробки передач, два натискних диски, дві діафрагмових пружини, два витискні підшипники і два важелі включення зчеплення. Нормальне положення сухого зчеплення — розімкнуте.
Принцип роботи зчеплення полягає у передаванні крутного моменту від ведучого диска на відповідний диск зчеплення і далі на свій первинний вал коробки передач. Кожне із сухих зчеплень працює незалежно одне від одного.
При замиканні зчеплення важіль увімкнення притискає витискний підшипник до діафрагмової пружини, яка у свою чергу передає зусилля на натискний диск і далі на диск зчеплення. Диск зчеплення притискається до ведучого диска і крутний момент передається на первинний вал коробки передач.

### Порівняння двох типів подвійного зчеплення
«Мокре» зчеплення має краще охолодження, тому може застосовуватись для передавання більшого крутного моменту (до 350 Нм і більше). Наприклад, «мокре» зчеплення у коробці передач «Bugatti Veyron» забезпечує передачу крутного моменту до 1250 Нм. Межа «сухого» зчеплення — 250 Нм. Разом з тим, «сухе» зчеплення є ефективнішим в експлуатації, оскільки в ньому відсутні витрати потужності двигуна на урухомлення масляного насоса.

## Переваги та недоліки

### Переваги
1. Конструкція з двома поперемінно працюючими валами дозволяє добитися максимальної плавності у їзді.
2. Перемикання передач здійснюється за максимально короткий проміжок часу (до 0,12 с).
3. Підтримання й передавання крутного моменту без відчутних втрат при перемиканні.
4. Менша (до 10 %) витрата пального (навіть у порівнянні з механічними коробками перемикання передач).
5. Висока динамічність при розгоні.

### Недоліки
1. Малий ресурс пробігу, при поміркованій експлуатації пробіг до ремонту становить 60…80 тис. кілометрів.
2. Конструкція коробок перемикання передач є складнішою у порівнянні з автоматичною чи механічною коробкою перемикання передач, що обумовлює відповідно вищу ціну.
3. Не всі автомобільні майстерні можуть надати кваліфіковані послуги з ремонту і обслуговування таких трансмісій.
4. Через складність і дороговизну матеріалів обслуговування трансмісій з подвійним зчепленням є значно дорожчим.